# Dwars door België 1975
La Dwars door België 1975, trentesima edizione della corsa, si svolse il 23 marzo su un percorso di 210 km, con partenza ed arrivo a Waregem. Fu vinta dall'olandese Cees Priem della squadra Frisol-GBC davanti al connazionale Tino Tabak e al belga Roger Swerts.

## Ordine d'arrivo (Top 10)
| Pos. | Corridore        | Squadra                        | Tempo    |
| ---- | ---------------- | ------------------------------ | -------- |
| 1    | Cees Priem       | Frisol-GBC                     | 5h07'00" |
| 2    | Tino Tabak       | Ti-Raleigh                     | a 20"    |
| 3    | Roger Swerts     | Ijsboerke-Colner               | s.t.     |
| 4    | Walter Godefroot | Carpenter-Confortluxe-Flandria | s.t.     |
| 5    | Frans Verhaegen  | Ijsboerke-Colner               | s.t.     |
| 6    | Luc Leman        | Alsaver-Jeunet-De Gribaldy     | s.t.     |
| 7    | Marcel Laurens   | Ijsboerke-Colner               | a 53"    |
| 8    | Serge Vandaele   | Alsaver-Jeunet-De Gribaldy     | s.t.     |
| 9    | Wim de Waal      | Ti-Raleigh                     | s.t.     |
| 10   | Roy Schuiten     | Ti-Raleigh                     | s.t.     |